# 圣马丹勒勒东
圣马丹勒勒东（法語：Saint-Martin-le-Redon，法語發音：[sɛ̃ maʁtɛ̃ lə ʁədɔ̃]）是法国洛特省的一个市镇，位于该省中西部，属于卡奥尔区。

## 地名
“圣马丹”（Saint-Martin）一名来自图尔的马丁。法语人名在日常人名译名以及《世界人名翻譯大辭典》、《法语姓名译名手册》等主流人名译名类书籍资料中多译作“马丁”，不过在《世界地名翻译大辞典》、《世界地名译名词典》和《法国地图册》等主流地名译名类书籍资料中多译作“马丹”。

## 地理
圣马丹勒勒东（44°31'50"N, 1°2'33"E）面积10.6 平方千米，位于法国奧克西塔尼大區洛特省，该省份为法国西南部内陆省份，北起顺时针与科雷兹省、康塔爾省、阿韦龙省、塔恩-加龙省、洛特-加龍省和多尔多涅省接壤。
与圣马丹勒勒东接壤的市镇（或旧市镇、城区）包括：迪拉韦勒、蒙卡布里耶、索蒂拉克、莱芒斯河畔圣弗龙、索沃泰尔拉莱芒斯。
圣马丹勒勒东的时区为UTC+01:00、UTC+02:00（夏令时）。

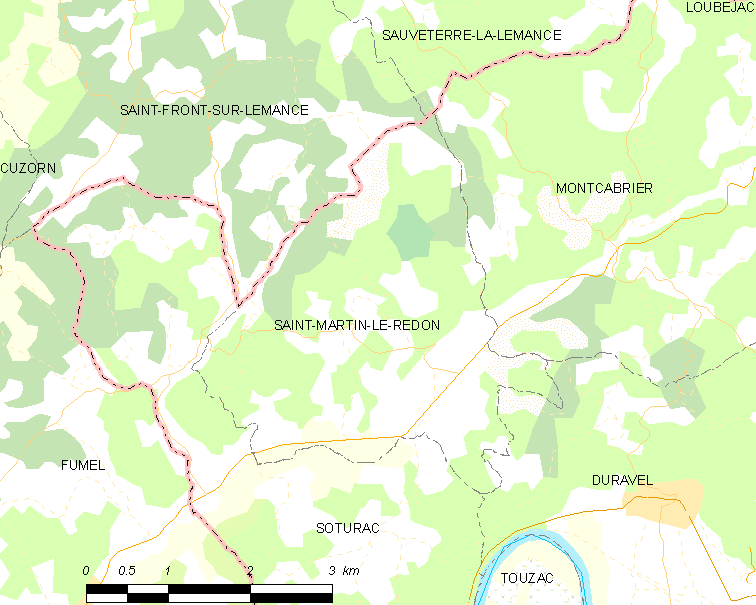
圣马丹勒勒东的OSM定位图

## 行政
圣马丹勒勒东的邮政编码为46700，INSEE市镇编码为46277。

## 政治
圣马丹勒勒东所属的省级选区为皮莱韦克县。

## 交通
洛特省省道D673线经过境内。

## 人口

1962-2008年间圣马丹勒勒东人口变化图示

圣马丹勒勒东于2022年1月1日时的人口数量为194人。